# Synandra
Synandra es un género monotípico de plantas con flores perteneciente a la familia Lamiaceae. Su única especie: Synandra hispidula (Michx.) Baill., Hist. Pl. 11: 45 (1892), es originaria de los Estados Unidos.

## Sinonimia
- Lamium hispidulum Michx., Fl. Bor.-Amer. 2: 4 (1803).
- Synandra grandiflora Nutt., Gen. N. Amer. Pl. 2: 29 (1818).
- Torreya grandiflora Raf., Amer. Monthly Mag. & Crit. Rev. 1818: 356 (1818).[1]